# Češi v Polsku
Česká menšina v Polsku je nejmenší státem uznaná národnostní menšina v Polsku. Podle zákona jsou jejími příslušníky polští státní občané české národnosti. Při sčítání lidu v roce 2011 se k ní přihlásilo 2831 osob.

## Historie
Nejvíce polských Čechů žije v okolí Zelova v Lodžském vojvodství. Jedná se o potomky českých exulantů z doby pobělohorské (členů Jednoty bratrské), kteří zde, v Ruském Velkopolsku, v roce 1802 koupili zpustlý statek. Na jeho místě pak založili a vybudovali město. Roku 1909 v obci žilo 6822 osob, z nichž bylo zhruba 1200 Poláků a 100 Němců, takže Češi představovali 80 procent místního obyvatelstva. Ke změně etnického složení obyvatelstva této exulantské obce došlo po skončení druhé světové války – tehdy došlo k repatriaci všech menšin z nově ustanovených hranic Polska. Češi, kteří chtěli v Polsku zůstat, byli donuceni stát se Poláky. Dnes jsou asimilovaní a češtinu ovládá pouze nejstarší generace. Hlavním stmelujícím prvkem je evangelická farnost a spolek Exulant. Místní kostel je nejen chrámem, ale i kulturním střediskem české komunity; od roku 1999 zde působí unikátní hudební těleso Zelowskie Dzwonki, které v roce 2015 obdrželo od Evropské unie umění cenu za uměleckou a kulturní činnost (Golden Europea). V podkroví kostela je Muzeum v Zelově – Středisko dokumentace dějin Českých bratří. Podle příslušnosti k evangelickému reformovanému i baptistickému sboru je počet Čechů odhadován na několik stovek (Zelov čítá asi 8000 obyvatel), ale k české národnosti se přihlásilo pouze 111 osob v celém vojvodství a 81 v samotném Zelově (českou obcovací řeč uvedlo 77 osob ve vojvodství a 29 v Zelově).
Autochtonní obyvatelstvo západního Kladska (které bylo do roku 1477 součásti Čech), takzvaného Českého koutku kolem města Lázně Chudoba, tvořili Češi hovořící kladským nářečím. V roce 1902 bylo jich 5250. Po připojení tohoto území k Polsku po druhé světové válce se v důsledku repatriace, reemigrace či asimilace počet Čechů začal rychle snižovat. V roce 2002 se v celém Dolnoslezském vojvodství k české národnosti přihlásilo 47 osob, přičemž češtinu za obcovací řeč uvedlo 181 lidí.
Za součást českého národa byli občas považováni i tzv. Moravci, obyvatelstvo moravského původu obývající před druhou světovou válkou okolí Ratiboře a Hlubčic (byl to kdysi jeden kulturní a správní celek spolu s českým Hlučínskem). Jejich národní identita byla buď německá, nebo neexistovala vůbec. Po připojení tohoto území k Polsku jich část odešla do Československa, část byla spolu s Němci nuceně vysídlena do Německa, část pak zůstala a asimilovala se s Poláky. V celém Slezském vojvodství se v roce 2002 k české národností přihlásilo 67 osob, čeština pak byla obcovací řečí pro 239 lidí.